# Половое (озеро)
Половое (укр. Полове) — озеро (старица), расположенное на территории Черниговского района (Черниговская область). Площадь — 0,7 км². Тип общей минерализации — пресное. Происхождение — речное (пойменное). Группа гидрологического режима — сточное.

## География
Длина — 1,9. Ширина наибольшая — 0,09 км, средняя — 0,05. Глубина наибольшая — 1 м. Озеро используется для рыболовства. Озеро образовалось вследствие русловых процессов (изменения меандрированного русла) реки Десна.
Расположено на правом берегу Десны — внутри заповедного урочища Торчин — юго-восточнее села Слабин. Озерная котловина имеет С-образную (вытянутую узкую) форму. Берега пологие.
Водоём у берега зарастает прибрежной растительностью (тростник обыкновенный), а водное зеркало — водной (кувшинка белая, роголистник погружённый, кубышка жёлтая, виды рода рдест). Озеро окружено лесом — кварталы 138—140 Черниговского лесничества — урочище Торчин. Лес западного берега озера представлен доминированием пород осина и ольха серая, далее южный берег внешней стороны полукруга котловины — дуб низкоствольный, дуб высокоствольный, дуб красный (в том числе и как лесные культуры), северный берег внешней стороны и весь берег внутренней стороны полукруга котловины — тополь и ива.
Питание: дождевое и грунтовое, частично путём водообмена с Десной. Зимой замерзает.

## Природа
Прибрежная зона служит местом гнездования птиц.